# Alatyr

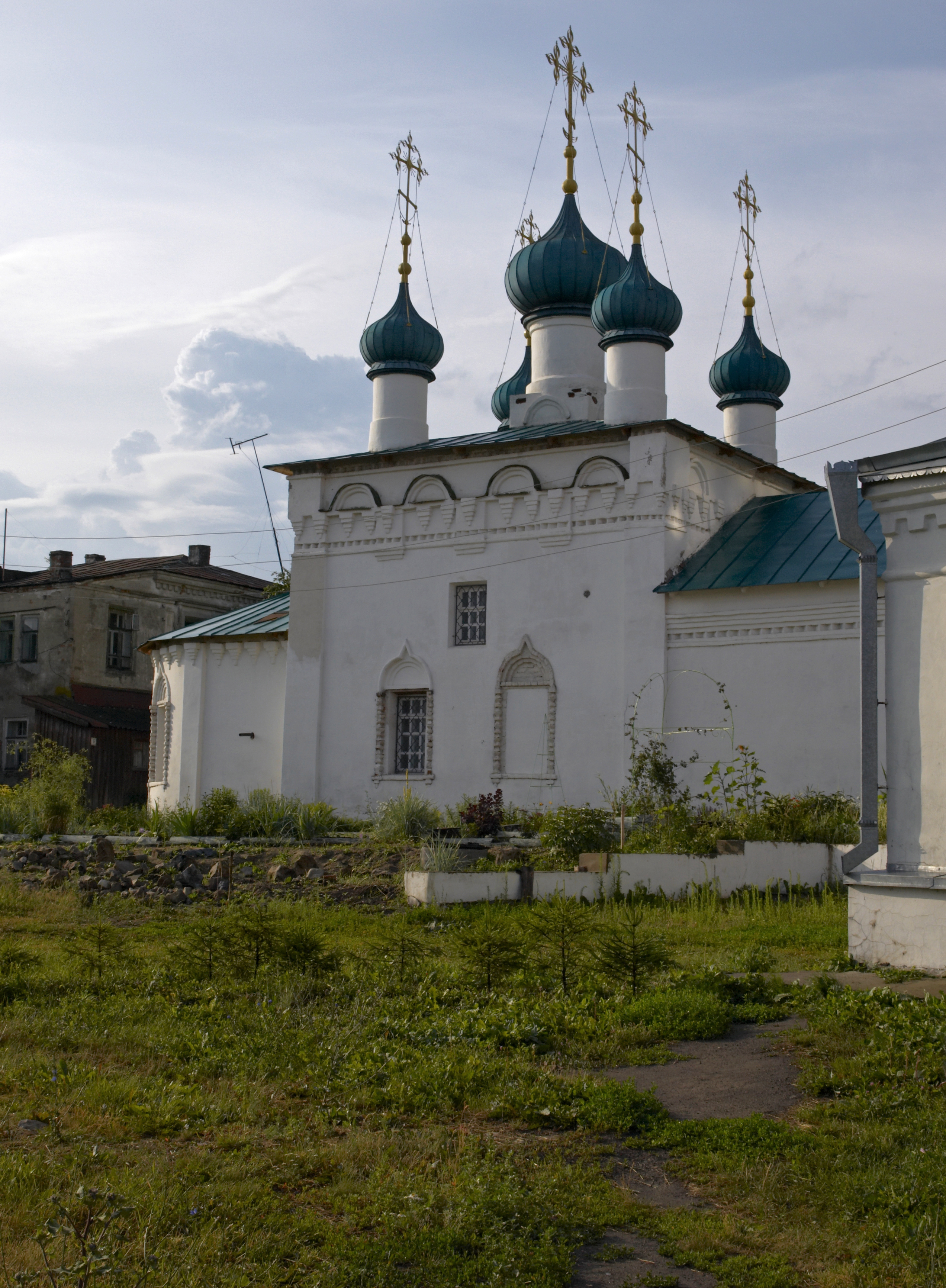
Kyrka i Alatyr.

Alatyr (ryska Алатырь) är en stad i Tjuvasjien i Ryssland. Folkmängden uppgick till 36 123 invånare i början av 2015.